# Сори (Пара)

Сори на карте штата.

Сори (порт. Soure) — муниципалитет в Бразилии, входит в штат Пара. Составная часть мезорегиона Маражо. Входит в экономико-статистический микрорегион Арари. Население составляет  23 001 человек на 2010 год. Занимает площадь 3517,318 км². Плотность населения — 6,54 чел./км².

## Демография
Согласно сведениям, собранным в ходе переписи 2010 г. Национальным институтом географии и статистики (IBGE), население муниципалитета составляет:
| Полное население                               | Полное население                               | Полное население                               | Полное население                               | 23 001 |
| ---------------------------------------------- | ---------------------------------------------- | ---------------------------------------------- | ---------------------------------------------- | ------ |
| в том числе:                                   | Городское население                            | 21 015                                         | Процент городского населения, %                | 91,37  |
|                                                | Сельское население                             | 1986                                           | Процент сельского населения, %                 | 8,63   |
|                                                | Мужское население                              | 11 472                                         | Процент мужского населения, %                  | 49,88  |
|                                                | Женское население                              | 11 529                                         | Процент женского населения, %                  | 50,12  |
| Плотность населения, чел/км²                   | Плотность населения, чел/км²                   | Плотность населения, чел/км²                   | Плотность населения, чел/км²                   | 6,54   |
| Население муниципалитета в % к населению штата | Население муниципалитета в % к населению штата | Население муниципалитета в % к населению штата | Население муниципалитета в % к населению штата | 0,30   |

По данным оценки 2015 года население муниципалитета составляет 24 286 жителей.

## Статистика
- Валовой внутренний продукт на 2003 год составляет 56 125 161,00 реалов (данные: Бразильский институт географии и статистики).
- Валовой внутренний продукт на душу населения на 2003 год составляет 2679,13 реалов (данные: Бразильский институт географии и статистики).
- Индекс развития человеческого потенциала на 2000 год составляет 0,723 (данные: Программа развития ООН).

## Важнейшие населенные пункты
| № | Населённый пункт | Населённый пункт (порт.) | Категория | Население чел. (2010) | На карте                       |
| - | ---------------- | ------------------------ | --------- | --------------------- | ------------------------------ |
| 1 | Сори             | Soure                    | город     | 21 015                | 0°43′24″ ю. ш. 48°31′01″ з. д. |
| 2 | Кажууна          | Cajuuna                  | поселок   | 296                   | 0°37′57″ ю. ш. 48°28′58″ з. д. |